# Anacardium
L'Anacardium és un gènere de plantes pertanyent a la família de les anacardiàcies. És nadiu de les regions tropicals d'Amèrica.

## Taxonomia
L'espècie més antiga del gènere Anacardium és Anacardium germanicum de l'Eocè envellit Messel Pit d'Alemanya, molt fora de l'abast actual del gènere. Estaven presents a Amèrica durant l'Oligocè-Miocè, com ho demostra l'espècie Anacardium gassonii  de Panamà.
A continuació és es detallen algunes de les espècies més destacades:
- Anacardium corymbosum
- Anacardium excelsum
- Anacardium giganteum
- Anacardium humile
- Anacardium microcarpum
- Anacardium nanum
- Anacardium negrense
- Anacardium occidentale - Anacard
- Anacardium spruceanum